# Luke Whitehouse
Luke Whitehouse (ur. 2 lipca 2002 w Halifaxie) – angielski gimnastyk, olimpijczyk z Paryża 2024, mistrz Europy.

## Udział w zawodach międzynarodowych
| Impreza            | Rok  | Miejsce | Przyrząd             | Przyrząd | Przyrząd | Przyrząd | Przyrząd | Przyrząd | Wielobój     | Wielobój  |   |   |   |
| Impreza            | Rok  | Miejsce | F                    | PH       | R        | V        | PB       | HB       | indywidualny | drużynowy |   |   |   |
| ------------------ | ---- | ------- | -------------------- | -------- | -------- | -------- | -------- | -------- | ------------ | --------- | - | - | - |
| Impreza            | Rok  | Miejsce | Igrzyska olimpijskie | 2024     | Paryż    | 6        | K        | K        | K            | K         | K | K | 4 |
| Mistrzostwa Europy | 2023 | Antalya | złoto                | K        | K        | K        | K        | K        | K            | brąz      |   |   |   |
| Mistrzostwa Europy | 2024 | Rimini  | złoto                | K        | K        | K        | K        | K        | K            | —         |   |   |   |

legenda:
- K - nie zakwalifikował się do finału
- — - nie brał udziału